# Fogcement

1.Fog 2.Fogzománc 3.Dentin 4.Fogbél 7.Fogcement 17.Fogágy 18. Fogíny 22.Gyökérhártya

A fogcement (Cementum, Substantia ossea dentis) egy elmeszesedett kötöszövet, ami a fogak gyökereit fedi. Fő funkciója a gyökérhártyarostok elhorgonyzása. Szerkezetében a csontra hasonlít, de több szempontból el is tér attól: nem tartalmaz ereket, idegeket, felszívódásra kevésbé képes. Mineralizáltsági foka a zománcnál és a dentinnél alacsonyabb, de a csonténál magasabb, így 60 tömegszázalékát hidroxilapatit kristályok teszik ki, 27%-át kollagén rostok és 13%-át víz.
A cementréteg a gyökércsúcsnál és a gyökérelágazódásoknál a legvastagabb, a fognyak fele folyamatosan elvékonyodik. Az egész élet során megfigyelhető a cement képződése. Így a néhány mikrontól a 60-70 μm-ig, a gyökércsúcsnál akár 500 μm-ig növekedhet.

## Formái
Attól függően, hogy találunk-e benne sejteket, megkülönböztetünk:
- acelluláris cementet – nem tartalmaz sejteket, beborítja az egész gyökérdentint
- celluláris cementet – ún. lacunákba ágyazott cementocytákat tartalmaz, főleg a csúcsi harmadban és a gyökérelágazódásoknál található

Rosttartalma alapján lehet:
- fibrilláris – a cement szerkezetére jellemző, elmeszesedett kollagénrostok alkotják
- afibrilláris – kis mennyiségben a zománc-cement határnál van jelen

Elhelyezkedése szerint:
- radiculáris  cement – a gyökeret borító cement
- coronális cement – emberben csak 60%-ban fordul elő, hogy a cement a zománcot is beborítsa (további 30%-ban a zománc és a cement tompán összeilleszkedik, és 10%-ban nem találkoznak, a dentin szabadon marad, dentinérzékenység lép fel), de növényevőknél jócskán ráhúzódik és részt vesz a fog rögzítésében.

## Szerkezete
A cement, a dentinhez és zománchoz hasonlóan, egy szerves mátrix körül elmeszesedett szövet. Mikroszkópos felvételeken jól megfigyelhetőek a gyökérhártyából behatoló kollagén rostok. Ezen Sharpey-rostok dentin felőli része, a gyökérfejlődés során, elmeszesedik és beágyazódik a kialakuló cementbe. A cementoblasztok is termelnek ún. intrinsic rostokat, ezek lefutása párhuzamos a gyökérfelszínnel.
A cement appozicionálisan, tehát rétegenként termelődik. A dentin felületével párhuzamosan egy szabályos lamelláris szerkezet figyelhető meg.
A celluláris cement szerkezete kevésbé szabályos. Ez, és a sejtek jelenléte, a cement gyors képződésére utal. Ilyenkor a cementoblasztok nem tudnak a termeléssel párhuzamosan visszahúzódni, és bent maradnak a cementben. Később cementocytákká alakulnak.
Ínyvisszahúzódás esetén a cement bakteriális toxinokkal itatódik át. Ezért ezt a cementréteget el kell távolítani. Ezután a cement teljes mértékben újraképződik.
Azt az előnyös tulajdonságát, hogy kevésbé hajlamos a felszívódásra mint a csont, a fogszabályzásnál használják ki. De ha túl nagy erővel hatnak a fogra, a cement is felszívódik.

## Fejlődése
Lásd: fogágy fejlődése